# Presidenti dell'Unione Democratica Croata
Questo articolo mostra l'elenco dei presidenti dell'Unione Democratica Croata.

## Elenco
| Immagine | Presidente                 | Inizio mandato | Fine mandato     | Note                                                             | Primo ministro                                                                                         | Rif.        |
| -------- | -------------------------- | -------------- | ---------------- | ---------------------------------------------------------------- | --- | ----------- |
|          | Franjo Tuđman              | 17 giugno 1989 | 10 dicembre 1999 | Morto in carica.                                                 | Antun Milović Stjepan Mesić Josip Manolić Franjo Gregurić Hrvoje Šarinić Nikica Valentić Zlatko Mateša | [ 2 ] [ 3 ] |
|          | Vladimir Šeks (ad interim) | 5 gennaio 2000 | 30 aprile 2000   | Titolare ad interim della carica dopo la morte di Franjo Tuđman. | Zlatko Mateša Ivica Račan                                                                              | [ 3 ]       |
|          | Ivo Sanader                | 30 aprile 2000 | 4 luglio 2009    | Dimessosi mentre era in carica.                                  | Ivica Račan Sé stesso                                                                                  | [ 3 ]       |
|          | Jadranka Kosor             | 4 luglio 2009  | 21 maggio 2012   |                                                                  | Sé stessa Zoran Milanović                                                                              | [ 3 ]       |
|          | Tomislav Karamarko         | 21 maggio 2012 | 17 luglio 2016   |                                                                  | Zoran Milanović Tihomir Orešković                                                                      | [ 3 ]       |
|          | Andrej Plenković           | 17 luglio 2016 | in carica        |                                                                  | Tihomir Orešković Sé stesso                                                                            | [ 4 ]       |